# Iglesia de Santa María de Jesús (Antequera)
La Iglesia de Santa María de Jesús, sita en la ciudad de Antequera (provincia de Málaga, Andalucía, España), fue construida en el siglo XVII.

## Descripción
De la iglesia actual, su parte más cautivadora es la capilla mayor, dedicada a la Virgen del Socorro, poseyendo un camarín que está decorado con yeserías que poseen una belleza extraordinaria. Sus columnas son de estilo renacentista.
Además de esa, la iglesia posee varias esculturas importantes, como la de Jesús Nazareno y la Cruz de Jerusalén. También posee bellos lienzos como los de La Verónica y La Adoración de los Pastores.

## Historia
Esta iglesia empezó a construirse en 1527 y se terminó su construcción en 1615, fue propiedad en su fundación del Convento de los Terceros Franciscanos y, durante la invasión francesa se destruyó gran parte, salvándose solamente la Capilla del Socorro. Desde su construcción hasta la actualidad ha sufrido muchas reformas.

## Culto
La iglesia de Santa María de Jesús es un templo religioso de culto católico bajo la advocación de Nuestra Señora del Socorro.